# Säippäsuo-Kivisuo
Säippäsuo-Kivisuo este o arie protejată (arie specială de conservare — SAC, sit de importanță comunitară — SCI, arie de protecție specială avifaunistică — SPA) din Finlanda întinsă pe o suprafață de 4.428 ha, integral pe uscat.

## Localizare
Centrul sitului Säippäsuo-Kivisuo este situat la coordonatele 64°44′38″N 26°46′01″E / 64.7439°N 26.7669°E.

## Înființare
Situl Säippäsuo-Kivisuo a fost declarat sit de importanță comunitară în august 1998 pentru a proteja 23 de specii de animale. Alte tipuri de protecție:
- arie de protecție specială avifaunistică (în august 1998)[2]
- arie specială de conservare (în aprilie 2015)[1][3][4]

## Biodiversitate
Situată în ecoregiunea boreală, aria protejată conține 7 habitate naturale: Taiga vestică, Păduri caducifoliate de mlaștină fino-scandinave, Mlaștini împădurite, Lacuri și iazuri distrofice naturale, Cursuri de apă de la nivel de câmpie la nivel montan, cu vegetație Ranunculion fluitantis și Callitricho-Batrachion, Turbării active, Turbării Aapa.
La baza desemnării sitului se află mai multe specii protejate:
- păsări (22): rață sulițar (Anas acuta), gâscă de semănătură (Anser fabalis), rața moțată (Aythya fuligula), cocoșul de mesteacăn (Bonasa bonasia), prundaș de nămol (Calidris falcinellus), bătăuș (Calidris pugnax), lebădă de iarnă (Cygnus cygnus), ciocănitoare neagră (Dryocopus martius), Emberiza rustica, șoim de iarnă (Falco columbarius), șoimul rândunelelor (Falco subbuteo), vânturel roșu (Falco tinnunculus), cufundar mic (Gavia stellata), cocor (Grus grus), sfrâncioc roșiatic (Lanius collurio), pescăruș râzător (Larus ridibundus), Lyrurus tetrix tetrix, ploier auriu (Pluvialis apricaria), corcodel-cu-gât-roșu (Podiceps grisegena),  cocoș de munte (Tetrao urogallus), fluierar negru (Tringa erythropus), fluierar de mlaștină (Tringa glareola)
- mamifere (1): vidră de râu (Lutra lutra)

Pe lângă speciile protejate, pe teritoriul sitului au mai fost identificate 2 specii de plante, 3 specii de păsări.